# B-56 (航空機)
B-56は、アメリカ空軍が運用したボーイング製のジェット推進爆撃機であったB-47の改良型。計画当初はYB-47Cと呼称していた。

## 概要
アメリカ合衆国の戦略爆撃機であったB-47はGE J47ターボジェットエンジンを6基使用していたが、B-56はそのエンジンをアリソンJ35に換装して4発機とする計画で当初、YB-47Cを1951年4月に初飛行させる目標であった。
しかし、J35エンジンの性能が思わしくなく、代わりに提案されたアリソンJ71も適切ではなかったため、B-52に搭載されていたプラット・アンド・ホイットニーJ57は、開発中のうえに優先的にB-52へ供給されることになっていた。また、B-47と大きく改善しているわけでもないB-56を新規に作る必要性も乏しかったともいえる。そのため、最初のプロトタイプへの改造作業が行われる前の1952年12月、計画は破棄された。